# Oscar Theodor Baron
Oscar Theodor Baron (ur. 8 września 1847 w Rzepczu, zm. 7 września 1926 w Głogówku) – niemiecki lepidopterolog, entomolog i ornitolog.

## Życiorys
Urodził się 8 września 1847 w Rzepczu koło Głogówka jako syn nauczyciela Josepha Barona i jego żony Zofii z domu Kolloczek. Uczęszczał do gimnazjum w Prudniku (późniejsze I Liceum Ogólnokształcące). Podczas nauki w Prudniku zaczął kolekcjonować owady. W wieku 18 lat przerwał naukę i za zgodą rodziców wyjechał do Hamburga, gdzie zatrudnił się na statku handlowym. Ukończył tam z dobrym wynikiem kurs dla nawigatorów.
Holenderski statek handlowy, na którym podjął pracę, rozbił się koło Jawy. Chory na szkorbut Baron dotarł na innym statku do Stanów Zjednoczonych. Tam pracował przy kartowaniu bliżej nieokreślonej wyspy u wybrzeży Kalifornii, gdzie znalazł wiele mało znanych chrząszczy, które trafiły później do zbiorów Kalifornijskiej Akademii Nauk w San Francisco. Około 1876 podjął pracę przy załadunku szkunerów kursujących pomiędzy młynami w hrabstwie Mendocino a San Francisco, a w latach 80. XIX wieku pracował przy budowie linii kolejowych w Kalifornii i Arizonie jako inżynier.
W wolnym czasie Baron zbierał okazy roślin i owadów, a także prowadził próby hodowania niektórych gatunków motyli. W 1876 nawiązał kontakt z amerykańskim entomologiem Williamem Henrym Edwardsem, później również z Hermannem Streckerem i Albertem Koebele. Od czasu jego wyjazdu z Niemiec odwiedził ojczyznę po raz pierwszy w 1883, wówczas poznał Ottona Staudingera. Rok później wrócił do Stanów Zjednoczonych i postanowił zająć się zawodowo zbieraniem okazów przyrodniczych.

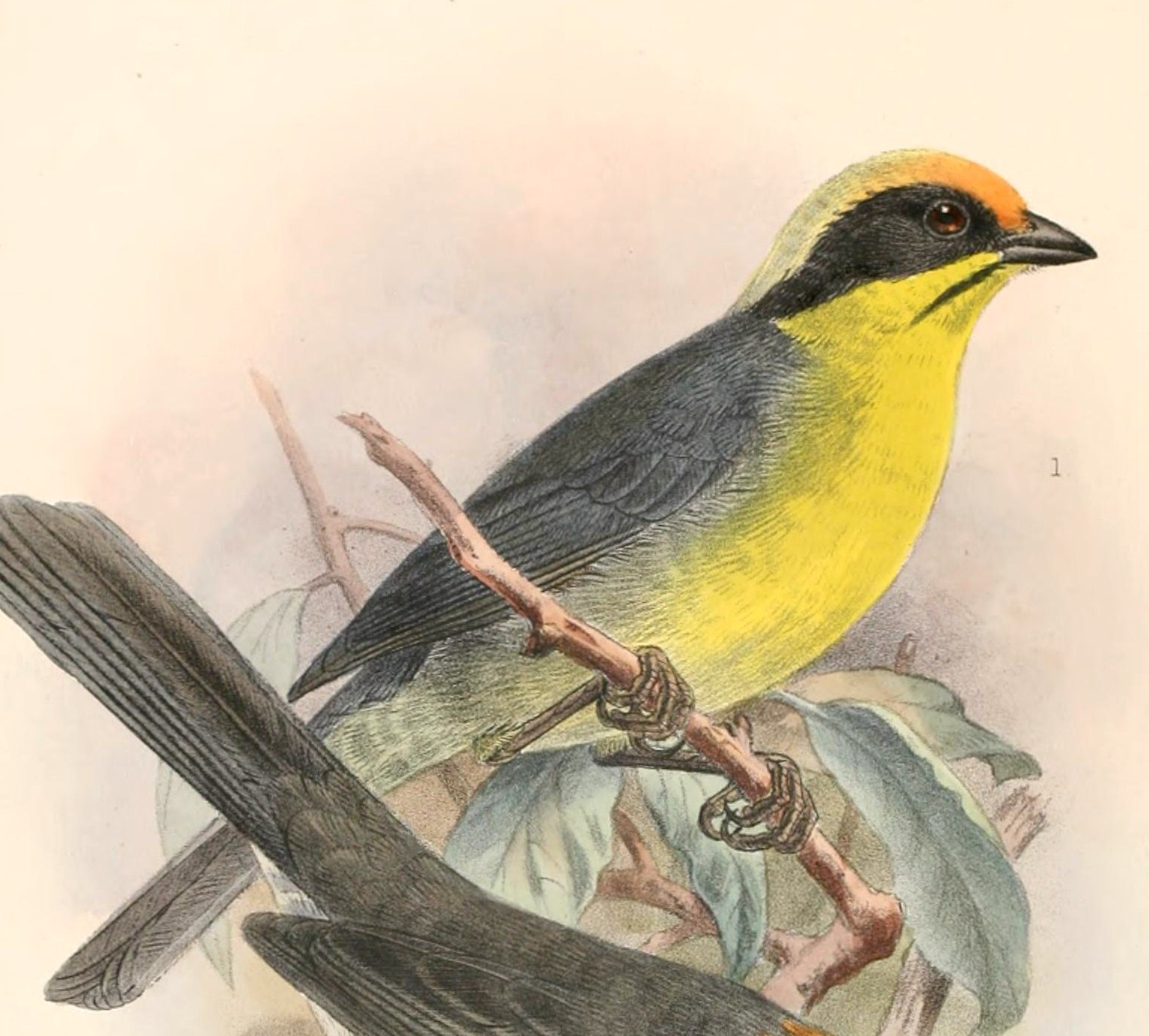
Buarremon baroni, nazwany na cześć Barona

W 1885 wyruszył na wyprawę do Meksyku, od 1889 do 1891 przebywał w Ekwadorze, a w latach 1893-1895 podróżował po Peru. Podczas swoich wypraw oprócz owadów zbierał też okazy ptaków, zwłaszcza kolibrów. Zbieranie okazów porzucił, gdy przebywając na terenie bagnistym dostał niebezpiecznej choroby skóry. Część swoich zbiorów, w tym największą wówczas w Europie, obejmującą 111 gatunków kolekcję kolibrów, sprzedał Muzeum Zoologicznemu Waltera Rothschilda w Tring w Anglii, gdzie ich opracowaniem zajęli się m.in. Ernst Hartert i jego żona Claudia oraz Osbert Salvin. Ernst i Claudia Hartert upamiętnili Barona w nazwach gatunkowych kolibrów Phaethoris baroni i Eutoxeres baroni, natomiast Salvin upamiętnił go w nazwach gatunkowych ptaków Buarremon baroni i Siptornis baroni, w nazwie gatunkowej kolibra Metallura baroni i nazwie rodzajowej motyla Baronia z rodziny paziowatych (Papilionidae). Nazwisko Barona upamiętnił też James John Rivers w nazwie gatunkowej chrząszcza Amblychila baroni (=Amblycheila baroni).
Sam Baron opublikował tylko jeden tekst o stanowiskach odwiedzonych przez niego w północnym Peru i znalezionych tam kolibrach. W 1896 powrócił na stałe do Niemiec. Resztę życia spędził w Głogówku, zajmując się pszczelarstwem. Zmarł 7 września 1926 w wieku 78 lat.